# Замок Балліндаллох
За́мок Балліндалло́х (англ. Ballindalloch) розташований в області Морей у Шотландії.

## Історія замку
Замок був споруджений в 16 ст. Про це свідчить дата «1546», викарбувана на кам'яній балці однієї зі спалень. У 1645 р. після битви при Інверлосі Балліндаллох був розграбований і спалений маркізом Монтроз, в результаті чого його довелося відбудовувати наново.